# Конголезский лев
Североконголезский лев или северо-восточный североконголезский лев (Panthera leo azandica) — это подвид львов, встречающийся в северо-восточной части Демократической Республики Конго и в западных районах Уганды. Также известен под названием «угандийский лев».

## История изучения

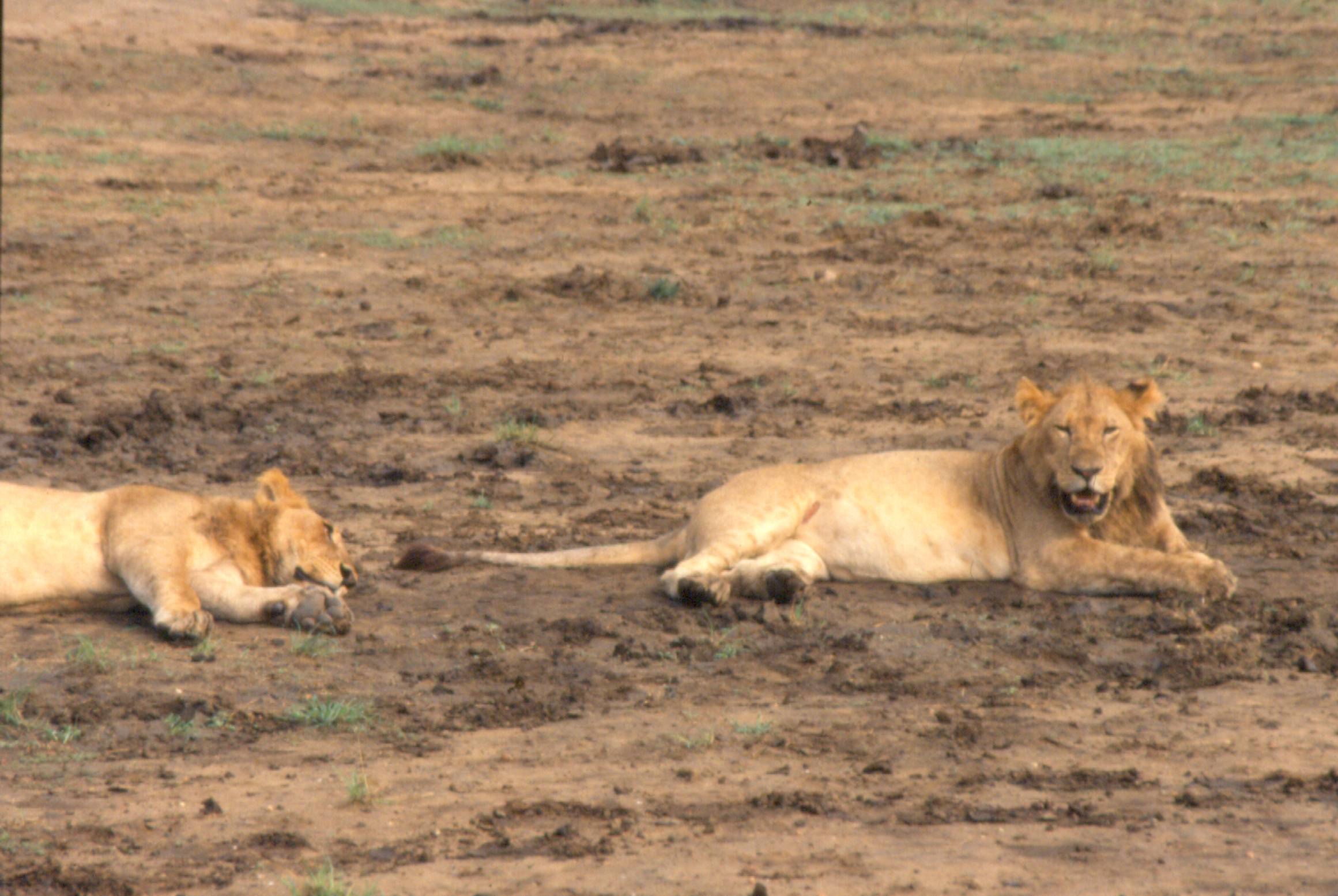
Самцы североконголезского льва в национальном парке Вирунга, на северо-востоке Демократической Республики Конго.

Американский зоолог Джоэл Азаф Аллен предложил название подвида Leo leo azandicus и описал типовой экземпляр, хранящийся в настоящее время в Американском музее естественной истории. Этот самец был убит в 1912 году сотрудниками музея для музейной коллекции, в которую в конечном счёте вошли 588 образцов хищников. Аллен указал на то, что выделенный им североконголезский лев близок к масайскому льву L. l. massaicus, по ряду признаков, таких как мозгового отдела черепа и особенности зубов, однако отличается от масайского льва окраской.
В 1913 году Эдмунд Хеллер предложил другое научное название, «Panthera leo nyanzae», для львов из Уганды. В 1924 Аллен предложил название подвида «Panthera leo hollisteri» для львов с северного берега озера Виктория, тогда ещё не было ясно, что угандийские львы относятся к тому же подвиду, что и львы из северо-восточных районов Демократической Республики Конго.
Британский биолог Реджиналд Иннес Покок включил львов в биологический род Panthera в 1930 году, указав на это в своей работе, посвящённой азиатским львам. Три десятилетия спустя Джон Эллерман и Теренс Моррисон-Скотт выделяли только два подвида льва: азиатский P. l. persica и африканский P. l. leo.

## Ареал и статус популяций

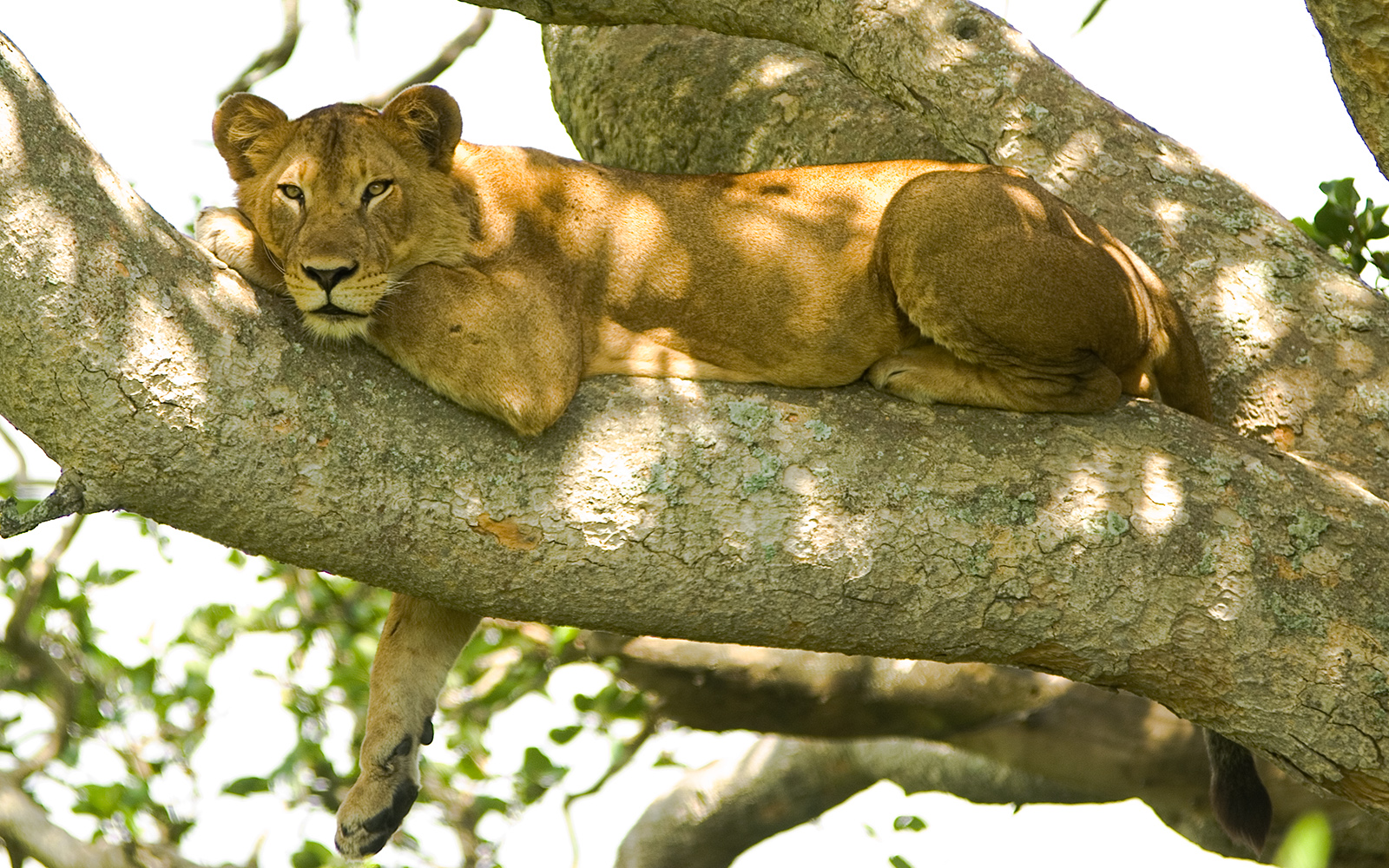
Львица отдыхает на дереве в национальном парке королевы Елизаветы, Уганда.

Североконголезский лев встречается в бассейне реки Конго: в национальном парке Вирунга (Демократическая Республика Конго), и в соседнем национальном парке королевы Елизаветы (Уганда), эти районы могут стать оплотами львов в Центральной Африке, если удастся прекратить браконьерство и если восстановятся популяции тех животных, которыми львы питаются.
Кроме того, североконголезские львы также обитают в парке Кидепо-Вэллэй (на севере Уганды) и в национальном парке Мурчисон-Фоллс (тоже Уганда), а также в Центральноафриканской Республике, в парке Акагера (Руанда) и на юге Южного Судана.

## Охранный статус
С 1996 года Международный союз охраны природы считает африканские популяции львов уязвимыми. Львов отстреливают пастухи, боящиеся за свой домашний скот, также львам угрожают снижение численности их добычи и разрушение среды обитания. Необходимо найти приемлемые для обоих видов способы разрешить конфликт между львами и людьми, а также стабилизировать численность львиной добычи и сохранить среду обитания этих высших хищников.
Ни одного североконголезского льва не содержится в неволе — по крайней мере, таковы данные, имеющиеся у Species360.